# Parral
Parral é uma comuna da província de Linares, localizada na Região de Maule, Chile. Possui uma área de 1.638,4 km² e uma população de 37.822 habitantes (2002). 

É terra natal do conhecido poeta chileno Pablo Neruda (1904-1973), prémio Nobel da Literatura de 1971.